# Kanton Plénée-Jugon
Der Kanton Plénée-Jugon (bretonisch Kanton Plened-Yugon) ist seit 2015 ein französischer Kanton im Arrondissement Saint-Brieuc, im Département Côtes-d’Armor, in der Region Bretagne; sein Hauptort ist Plénée-Jugon.

## Geschichte
Der Kanton entstand mit der Neuordnung der Kantone in Frankreich im Jahr 2015. Die Gemeinden gehörten früher zu den Kantonen Collinée (6 Gemeinden), Jugon-les-Lacs (6 Gemeinden), Moncontour (5 Gemeinden) und Plouguenast (1 Gemeinde). Auf den 1. Januar 2016 vereinigten sich einerseits Dolo und Jugon-les-Lacs zur neuen Gemeinde Jugon-les-Lacs-Commune-Nouvelle und andererseits Collinée, Langourla, Le Gouray, Plessala, Saint-Gilles-du-Mené, Saint-Gouéno und Saint-Jacut-du-Mené zur neuen Gemeinde Le Mené. Somit beträgt die Zahl der Gemeinden heute nur noch 11.

## Lage
Der Kanton liegt im östlichen Zentrum des Départements Côtes-d’Armor.

## Gemeinden
Der Kanton besteht aus elf Gemeinden mit insgesamt 19.733 Einwohnern (Stand: 1. Januar 2022) auf einer Gesamtfläche von 436,85 km²:
| Gemeinde                          | Bretonisch                | Einwohner (2022) | Fläche (km²) | Code postal | Code Insee |
| --------------------------------- | ------------------------- | ---------------- | ------------ | ----------- | ---------- |
| Bréhand                           | Brehant-Monkontour        | 1.695            | 24,95        | 22510       | 22015      |
| Jugon-les-Lacs - Commune nouvelle | Lanyugon-Kumun-Nevez      | 2.528            | 38,03        | 22270       | 22084      |
| Le Mené                           | Ar Menez (Aodoù-an-Arvor) | 6.420            | 163,23       | 22330       | 22046      |
| Penguily                          | Pengili                   | 608              | 10,49        | 22510       | 22165      |
| Plédéliac                         | Pledeliav                 | 1.602            | 51,75        | 22270       | 22175      |
| Plénée-Jugon                      | Plened-Yugon              | 2.533            | 61,36        | 22640       | 22185      |
| Plestan                           | Plestan                   | 1.637            | 32,81        | 22640       | 22193      |
| Saint-Glen                        | Sant-Glenn                | 667              | 11,51        | 22510       | 22296      |
| Saint-Trimoël                     | Sant-Rivoued              | 521              | 8,35         | 22510       | 22332      |
| Tramain                           | Tremaen                   | 700              | 9,25         | 22640       | 22341      |
| Trébry                            | Trebrid                   | 822              | 25,12        | 22510       | 22345      |
| Kanton Plénée-Jugon               | Plened-Yugon              | 19.733           | 436,85       | -           | 2216       |

### Veränderungen im Gemeindebestand seit der landesweiten Neuordnung der Kantone
2016:
- Fusion Dolo und Jugon-les-Lacs → Jugon-les-Lacs - Commune nouvelle
- Fusion Collinée, Langourla, Le Gouray, Plessala, Saint-Gilles-du-Mené, Saint-Gouéno  und Saint-Jacut-du-Mené → Le Mené

## Politik
Im 1. Wahlgang am 22. März 2015 erreichte keines der drei Wahlpaare die absolute Mehrheit. Bei der Stichwahl am 29. März 2015 gewann das Gespann Monique Haméon/Didier Yon (beide Divers gauche) gegen Florence Corbel/Sylvain Oréal (beide DVD) mit einem Stimmenanteil von 54,61 % (Wahlbeteiligung:57,57 %).
| Vertreter im conseil général des Départements | Vertreter im conseil général des Départements | Vertreter im conseil général des Départements |
| Amtszeit                                      | Name                                          | Partei                                        |
| --------------------------------------------- | --------------------------------------------- | --------------------------------------------- |
| 2015–                                         | Monique Haméon Didier Yon                     | Divers gauche                                 |